# 双寿承恩坊
双寿承恩坊位于中国安徽省黄山市歙县许村镇许村。
双寿承恩坊建于明隆庆二年（1568），朝廷为乐善好施的徽商许世积、宋氏德容夫妇两位高寿老人立坊，勅封“征仕郎晋赠奉直大夫”。牌坊为四柱三间五楼式，高9.5米，雕刻图案异常精美。立传者为大学士许国。
2006年5月，双寿承恩坊作为许村古建筑群的子项，被列为第六批全国重点文物保护单位。